# Ван Схотен, Франс
Франс ван Схо́тен (нидерл. Frans van Schooten, МФА: [ˈfrɑns fɑn ˈsxoːtə(n)]; 1615, Лейден — 29 мая 1660, там же) — голландский математик, профессор Лейденского университета. В источниках встречаются также неточные версии русской транскрипции фамилии: ван Схоутен, ван Схоотен, ван Шоотен, ван Шутен, ван Скаутен.
Подготовил и издал (1649) «Геометрию» Рене Декарта на латинском языке, каждое издание снабжал дополнениями и комментариями, включающими также новые результаты, например, метод выпрямления кривых своего ученика ван Хёрата (в издании 1659 года); значительная часть дополнений была подготовлена Флоримоном де Боном, с которым тесно сотрудничал. Именно по изданиям ван Схотена «Геометрию» изучали Ньютон и Лейбниц. Также издал в 1646 году математические труды Франсуа Виета. Автор сочинения «Математические этюды», в котором впервые в явном виде решена задача о числе делителей данного числа.
Среди учеников — Христиан Гюйгенс, Иоганн Худде, Хендрик ван Хёрат.